# Майдан-Сітанецький
Майдан-Сітанецький (пол. Majdan Sitaniecki) — село в Польщі, у гміні Старе Замостя Замойського повіту Люблінського воєводства. Населення — 253 особи (2011).

## Історія
За даними етнографічної експедиції 1869—1870 років під керівництвом Павла Чубинського, у селі переважно проживали польськомовні римо-католики, меншою мірою — українськомовні греко-католики.
У 1975—1998 роках село належало до Замойського воєводства.

## Демографія
Демографічна структура станом на 31 березня 2011 року:
|          | Загалом | Допрацездатний вік | Працездатний вік | Постпрацездатний вік |
| -------- | ------- | ------------------ | ---------------- | -------------------- |
| Чоловіки | 133     | 25                 | 84               | 24                   |
| Жінки    | 120     | 14                 | 56               | 50                   |
| Разом    | 253     | 39                 | 140              | 74                   |